# Prognathodes guezei
Prognathodes guezei là một loài cá biển thuộc chi Prognathodes trong họ Cá bướm. Loài này được mô tả lần đầu tiên vào năm 1976.

## Từ nguyên
Từ định danh guezei được đặt theo tên của nhà sinh vật biển Paul Guézé, người đã thu thập mẫu định danh và các mẫu phụ chuẩn (paratype) của loài cá này.

## Phạm vi phân bố và môi trường sống
P. guezei được biết đến chủ yếu ở Tây Nam Ấn Độ Dương, được phân bố tại Comoros, Réunion và Mauritius, cũng như tại vịnh Sodwana (Nam Phi). Ngoài ra, cũng có những ghi nhận về sự xuất hiện của loài này ở Tây Thái Bình Dương, cụ thể tại đảo Bali và Sulawesi của Indonesia. Do đó, phạm vi của P. guezei được suy đoán là có thể trải rộng trên khắp khu vực Ấn Độ Dương - Thái Bình Dương.
Một quần thể có kiểu hình rất giống với P. guezei được phát hiện ở quần đảo Hawaii đã được công nhận là một loài hợp lệ với danh pháp là Prognathodes basabei. Bên cạnh đó, Prognathodes geminus, một loài cũng có kiểu hình tương đồng với hai loài kể trên tại Palau đã được mô tả vào năm 2019.
P. guezei sống trên các rạn viền bờ hay gần các mỏm đá ngầm ở độ sâu khoảng từ 80 đến 140 m, nhưng phổ biến nhất ở độ sâu lớn hơn 100 m.

## Mô tả
Chiều dài lớn nhất được ghi nhận ở P. guezei là 11 cm. P. guezei có màu trắng với hai dải sọc đen ở bên thân từ các tia gai vây lưng kéo dài xuống bụng và vây hậu môn. Một dải đen khác từ gốc vây lưng trước băng chéo qua mắt và kéo dài xuống mõm. Giữa các dải đen có các vệt vàng đứt đoạn (những vệt này nhạt màu hơn nhiều ở P. basabei nhưng không có ở P. geminus). Vây bụng, nửa sau vây lưng và vây hậu môn có màu vàng cam (sẫm cam ở P. basabei và nâu ở P. geminus).

## Sinh thái học
Thức ăn của P. guezei có thể là một số loài thủy sinh không xương sống nhỏ. P. guezei hầu như không xuất hiện trong ngành thương mại cá cảnh.